# 제 (전한)
제(齊, 기원전 203년 ~ 기원전 110년)는 중국 전한의 제후왕국이다. 그 영토는 지금의 산둥성을 중심으로 하며, 수도는 임치였다.

## 역사
기원전 203년, 전한의 장군 한신이 진나라에서 부활한 전제를 정복하고 고제에게 자신을 제나라의 임시 왕으로 봉해 달라고 청한 것을 고제가 승낙하고 정식 왕으로 봉하면서 시작되었다.
기원전 202년, 해하 전투 직후 고제가 한신을 사로잡아 한신을 초나라 왕으로 옮기면서 일시적으로 멸망하고 그 땅은 모두 한나라에 속했으나, 이듬해에 고제가 서자 도혜왕을 제나라 왕으로 앉혀 부활했다. 이 제나라는 구 임치군을 내사지로 삼아 임치를 수도로 삼았으며, 이외에도 교동·교서·박양·성양·제북 5군을 다스리니 모두 73현이었다. 영포의 난에서는 도혜왕이 상국 조참과 함께 12만 군대를 이끌고 친정해 부황 고제의 편에서 싸웠다.
기원전 193년, 도혜왕의 동생 혜제의 호의로 연회에서 도혜왕이 상석에 앉았다가 여태후에게 짐살될 뻔하였다. 간신히 모면한 도혜왕은 혜제의 누나인 노원공주에게 성양군을 헌납해 태후의 환심을 샀다. 이후에도 유씨를 탄압하고 자기 가문 여씨를 제후로 삼는 여태후에게 눌려, 기원전 187년에는 제남군을 상실하고 제남군은 여태의 여나라가 되었다.
기원전 180년, 여태후가 죽자 애왕은 장안에 있던 동생 주허후 유장·동모후 유흥거와 결탁하고 여씨 정권에게 반란을 일으켰고, 이 과정에서 여씨 정권이 파견한 승상 소평을 자결하게 했고 인근의 낭야왕 유택을 속여 낭야나라를 병합했다. 이에 대한 복수로 유택은 애왕이 황제가 되지 못하게 방해했다.
여씨 정권이 몰락하면서 성양·제남·낭야를 모두 되찾았고, 여씨의 난을 진압하는 데 공로를 세운 유장과 유흥거는 각각 양나라와 조나라 왕으로 예정되었다. 그러나 애왕이 문제와 제위를 놓고 다투었기 때문에, 문제는 약속을 뒤엎고 유장과 유흥거에게 제나라 땅을 분할하여 각각 성양왕과 제북왕으로 삼으면서 제나라는 성양·제북·제남을 상실했다.
기원전 165년, 애왕의 아들 문왕이 후사 없이 사망하니, 문제는 제나라를 해체하여 전한의 직할로 편입시켰다. 이듬해에 부활시켰으나, 원래 지군인 교서군과 교동군을 교서나라와 교동나라로 독립시키면서 이 두 군도 상실했고, 전한 조정에서 낭야군을 돌려주지 않아 낭야군도 상실했고, 내사지 일부를 치천나라로 독립시켜 영토가 극히 축소되었다. 오초칠국의 난에서는 효왕이 가담하려 했다가 철회하면서 효왕은 문책을 받고 자결했으나 나라는 보전할 수 있었다.
기원전 127년, 여왕이 죄를 지어 자결하면서 제나라는 폐지되었다. 한때 무제의 아들 회왕이 책봉되어 부활하였으나, 기원전 110년 회왕이 아들 없이 죽은 후 다시는 설치되지 않았다. 이후 제나라의 내사지 지역의 역사에 대해서는 제군을 보라.

## 상국·승상·상
- (우승상) 부관 (기원전 201년 ~ ?)
- 조참 (기원전 201년 ~ 기원전 193년)[1]
- 제수 (기원전 187년 ~ ?)
- 소평 (? ~ 기원전 180년)
- 사균 (기원전 180년 ~ ?)
- 원앙 (경제 시기)
- 우저 (? ~ 기원전 140년)
- 석경 (기원전 135년? ~ ?)
- 주보언 (기원전 128년? 127년? ~ 기원전 127년)
- 복식 (? ~ 기원전 111년)